# Lucerito (álbum)
Lucerito es un álbum de Mercedes Sosa editado en 2015.

## Antecedentes e historia
En el año 2000 Mercedes Sosa no tenía compañía discográfica. Había terminado su contrato con Universal con el disco "La Misa Criolla". Venía afilada con su banda cantando un repertorio de nuevos temas y quería dejar registro de ese momento en caliente.  "Desesperada", como recuerda su hijo Fabián Matus, entró a los estudios Ion y grabó en tres días, catorce canciones con el grupo formado por Colacho Brizuela en guitarra, Popi Spatocco en piano y teclados, Carlos Genoni en bajos y coros, Rubén Lobo en batería y percusión y Beatriz Muñóz en coros.
Fueron tres días intensos de grabación bajo la supervisión técnica del Portugués Da Silva. Con el master del disco fresco en sus manos Mercedes Sosa salió a mostrarlo a los sellos y no consiguió que ninguno se interesara. Decepcionada, esas cintas originales quedaron cajoneadas y olvidadas en el archivo de los estudios Ion. 
Pasaron más de diez años hasta que su hijo Fabián Matus finalmente las recuperó.
Seis de las canciones incluidas originalmente en este álbum, alimentaron después los repertorios de los discos "Corazón libre", "Acústico en vivo" y "Cantora".

## Lista de canciones
| N.º | Título                              | Autor(es)                                          | Duración |
| --- | ----------------------------------- | -------------------------------------------------- | -------- |
| 1   | Ojos de cielo                       | Víctor Heredia                                     | 3:16     |
| 2   | Como flor del campo                 | Raúl Carnota, Marcelo Perea                        | 4:08     |
| 3   | Alma de rezabaile                   | Carlos Carabajal                                   | 2:29     |
| 4   | Caja de música                      | Poema de Jorge Luis Borges, música de Pedro Aznar  | 2:52     |
| 5   | Lapachos en primavera               | Marcelo Perea                                      | 3:00     |
| 6   | Esa musiquita                       | Teresa Parodi                                      | 3:34     |
| 7   | Romance de barrio                   | Homero Manzi, Aníbal Troilo                        | 3:34     |
| 8   | Gira y gira                         | León Gieco                                         | 3:06     |
| 9   | Los niños de nuestro olvido         | Rene Vargas Vera, Víctor Heredia                   | 4:00     |
| 10  | El olvidau (Chacarera del olvidado) | Néstor Garnica                                     | 3:00     |
| 11  | Romance de la luna tucumana         | Poema de Atahualpa Yupanqui, música de Pedro Aznar | 3:49     |
| 12  | Lucerito                            | Pablo Almirón                                      | 4:20     |
| 13  | Como Adán                           | Nathan Zach, Shlomo Idov                           | 3:18     |
| 14  | Himno de mi corazón                 | Miguel Abuelo, "Cachorro" López                    | 4:03     |